# خماسي أكسيد ثنائي النتروجين
خماسي أكسيد ثنائي النتروجين (أو خماسي أكسيد النتروجين) هو مركب كيميائي من النتروجين والأكسجين له الصيغة N2O5 ويكون على شكل مادة صلبة بيضاء اللون.
إن خماسي أكسيد ثنائي النتروجين هو مركب غير مستقر كيميائياً، ويصنف ضمن أكاسيد النتروجين العليا، وهو بلاماء حمض النتريك.

## التحضير
حضر N2O5 لأول مرة سنة 1840 من قبل الكيميائي ديفيل Deville، وذلك من معالجة نترات الفضة بغاز الكلور. كما يحضر مخبرياً بشكل أفضل من تفاعل نزع ماء من حمض النتريك باستخدام مركب شره للماء ونازع له مثل خماسي أكسيد الفوسفور:
{\displaystyle \mathrm {6\ HNO_{3}+P_{2}O_{5}\ \longrightarrow \ 2\ H_{3}PO_{4}+3\ N_{2}O_{5}} }
يمكن التحضير بأسلوب آخر وذلك من تفاعل أملاح النترات مع فلوريد النتريل (NO2F) أو من تفاعل حمض النتريك المركز مع فلوريد الهيدروجين. كما يمكن أن يحضر المركب من أكسدة ثنائي أكسيد النتروجين، والذي يكون في الطور الغازي على شكل ديمر من N2O4، وذلك بغاز الأوزون:
{\displaystyle \mathrm {2\ NO_{2}+O_{3}\longrightarrow N_{2}O_{5}+O_{2}} }
منذ سنة 1983 أصبح من الممكن إجراء التحضير على مستوى صناعي من التحليل الكهربائي لحمض النتريك، وذلك بغياب رباعي أكسيد ثنائي النتروجين.
{\displaystyle \mathrm {2\ HNO_{3}\longrightarrow N_{2}O_{5}+H_{2}O} }

## الخصائص
يكون خماسي أكسيد ثنائي النتروجين في الشروط العادية على شكل بلورات بيضاء اللون تعطي عند تفاعلها مع الماء حمض النتريك:
{\displaystyle \mathrm {N_{2}O_{5}+H_{2}O\ \longrightarrow \ 2\ HNO_{3}} }
ينحل المركب في الكلوروفورم ورباعي كلورو الميثان وثلاثي كلورو فلورو الميثان والسلفولان، وبكن يجب أن تكون تلك المذيبات عند الدرجة 0 °س، وإلا تفكك المركب. إن N2O5 غير مستقر ويتفكك ليعطي ثنائي أكسيد النتروجين والأكسجين. عند التسخين يتسرع تفاعل التفكك بشكل عنيف:
{\displaystyle \mathrm {2\ N_{2}O_{5}\ \longrightarrow 4\ NO_{2}+O_{2}} }

## الاستخدامات
يستخدم خماسي أكسيد ثنائي النتروجين في عمليات النترنة.

## اقرأ أيضاً
- رباعي فلوروبورات النترونيوم